# 中野哲弘
中野 哲弘（なかの てつひろ、1947年 - ）は、日本の元裁判官。宇都宮地方裁判所所長、知的財産高等裁判所所長等を歴任。日本大学教授。

## 経歴
- 1969年6月 - 東京大学法学部卒業
  - 7月 - 司法修習生
- 1971年7月 - 山形地方裁判所判事補
- 1974年3月 - 書記官研修所教官
- 1977年4月 - 秋田地方裁判所・同家庭裁判所判事補
- 1980年4月 - 法務省訟務局付
- 1981年 - 法務省法務総合研究所併任教官
- 1983年4月 - 東京地方裁判所判事
- 1985年4月 - 千葉地方裁判所木更津支部・同家庭裁判所同支部判事
- 1988年4月 - 仙台法務局訟務部長
- 1990年4月 - 法務省訟務局行政訟務第一課長、司法試験考査委員、公害等調整委員会事務局審査官
- 1992年1月 - 同民事訟務課長、法制審議会幹事
- 1993年4月 - 東京地方裁判所部総括判事
- 1999年3月 - 横浜地方裁判所部総括判事
- 2001年8月 - 青森地方裁判所・同家庭裁判所裁所長
- 2003年4月 - 宇都宮地方裁判所所長
- 2005年1月 - 東京高等裁判所部総括判事
  - 4月 - 知財高裁部総括判事
- 2010年8月 - 知財高裁所長
- 2012年3月 - 定年退官[2]
- 2012年4月 - 日本大学大学院法務研究科教授[3]
- 2017年4月 - 瑞宝重光章受章。

## おもな担当事件
- 2010年11月16日、乳酸菌飲料ヤクルトの容器を立体商標として登録しなかった特許庁の審決を取り消すようヤクルト本社がもとめた訴訟で、「ヤクルトの文字がなくても、形状のみで商品識別力を獲得している」とみとめ、審決取り消しを言い渡した[4]。

## 著書
- 『わかりやすい民事証拠法概説…手続の考え方と実際』信山社出版（原著2003年8月）。ISBN 9784797254303。
- 『わかりやすい 民事訴訟法概説…手続の構造と手順』信山社出版（原著2004年11月）。ISBN 9784797250640。
- 『わかりやすい債権総論概説…民法概説〈4〉』 4巻、信山社出版〈民法概説〉（原著2005年1月）。ISBN 9784797252460。
- 『わかりやすい担保物権法概説』 3巻、信山社出版〈民法概説〉（原著2001年1月）。ISBN 9784797252453。